# Zimmerbrunnen

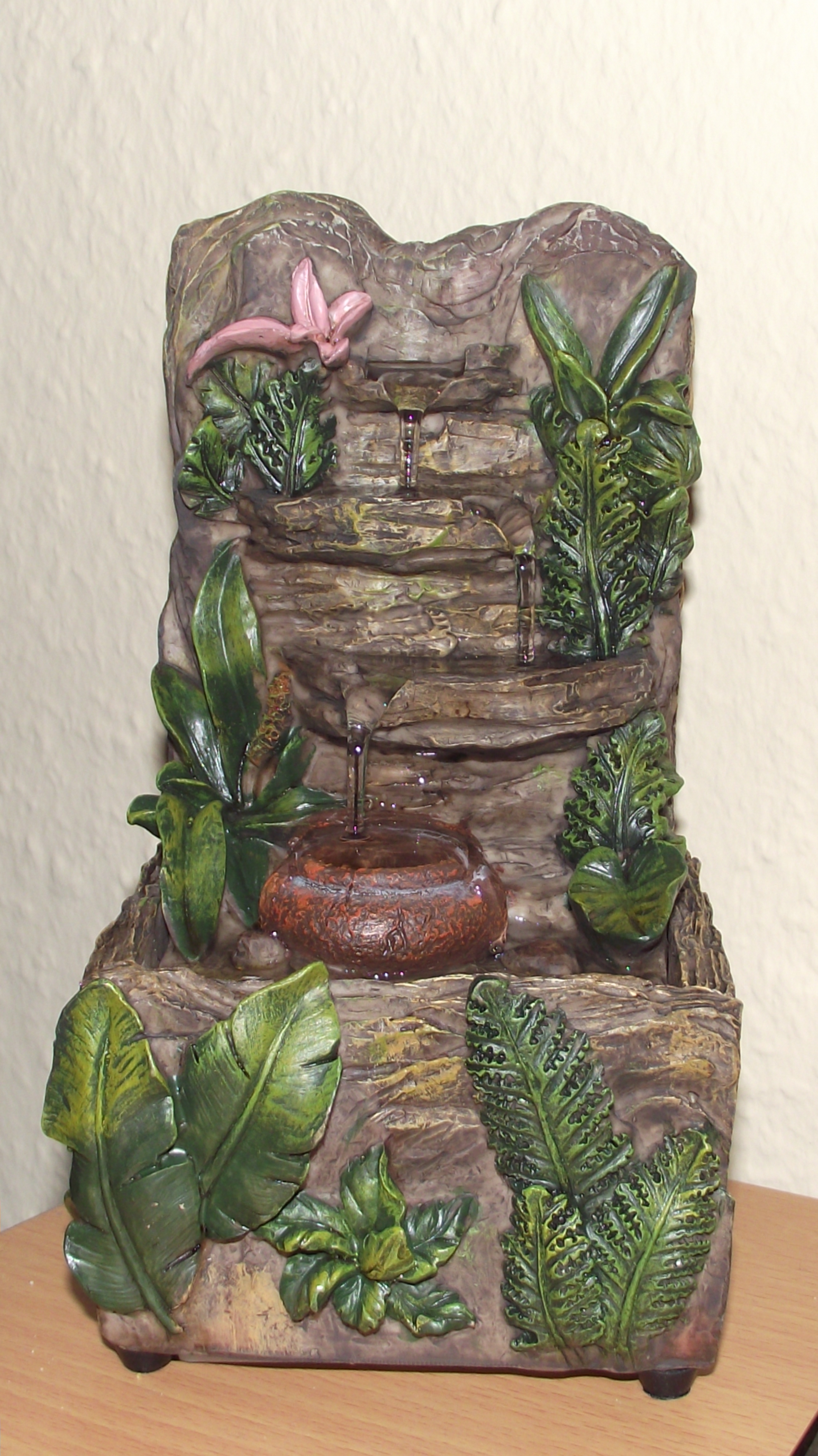
Batteriebetriebener Zimmerbrunnen mit mehreren Wasserfällen

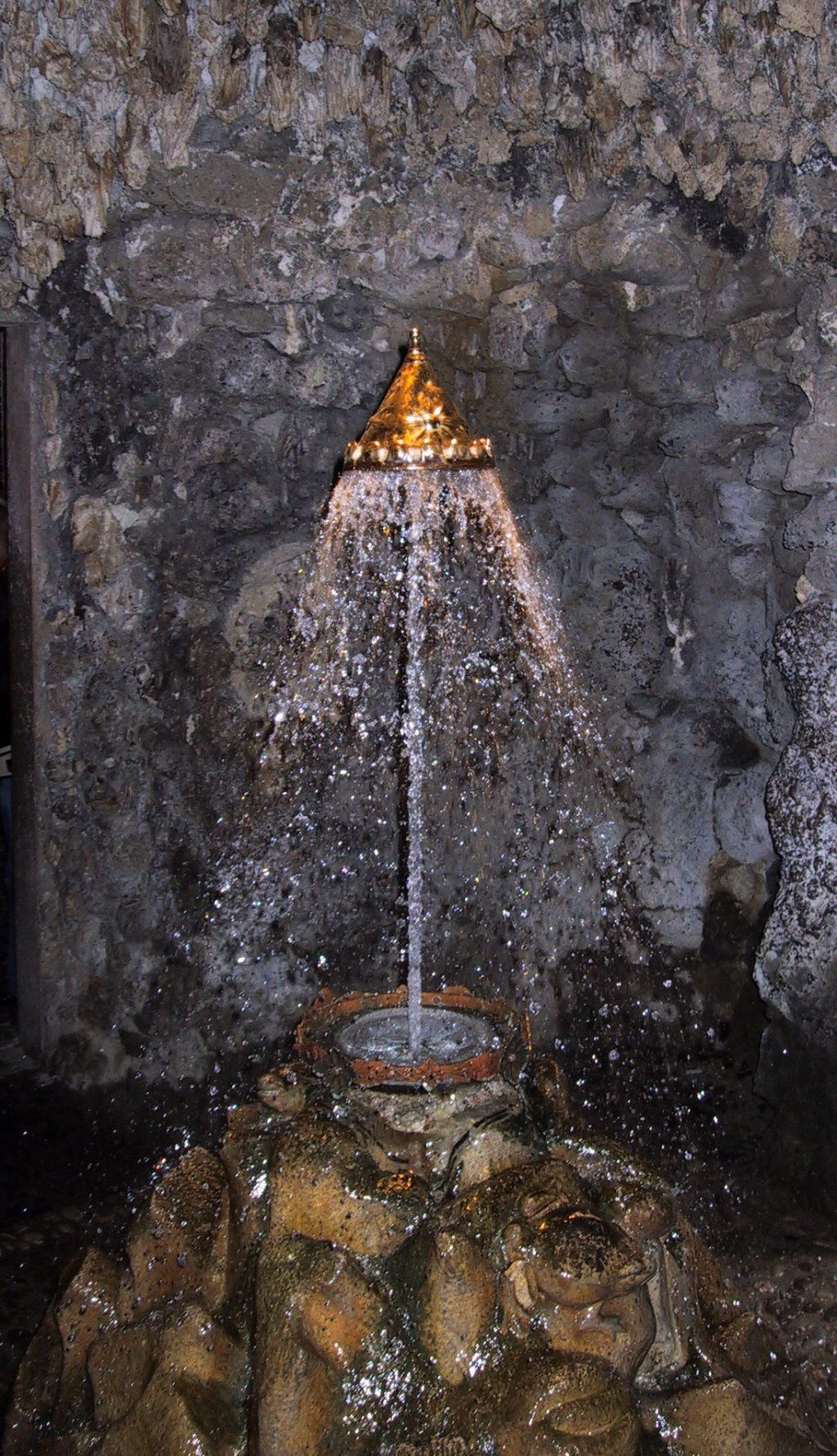
Eine Art Zimmerbrunnen in einer Grotte

Ein Zimmerbrunnen ist ein für den Wohnbereich dimensionierter Brunnen, z. B. Springbrunnen und dient vor allem der Dekoration. Teilweise wird der Brunnen auch mit einem Nebler kombiniert, der einen Teil des Wassers durch eine hochfrequent schwingende Membran in feinste Wasserpartikel zerstäubt und dadurch eine Nebelwolke erzeugt. 

## Verwendung
Neben dem Dekorationszweck werden Zimmerbrunnen auch als Luftbefeuchter eingesetzt, da durch die Verdunstung des Brunnenwassers die Luftfeuchtigkeit im Raum zunimmt. Nach der Lehre von Feng Shui steht fließendes Wasser für Energie (Qi), sodass die Aufstellung von Zimmerbrunnen dort grundsätzlich empfohlen wird. Viele Tinnitusgeschädigte Patienten verwenden einen stets plätschernden Brunnen als Noiser, um die Tinnitusgeräusche zu überlagern.   

## Geschichte
Als Wasserspiel gab es derartige Brunnen auch in überdachten Gärten und Grotten etc. Der Begriff Zimmerbrunnen stammt aus den 1970er Jahren, als der Zimmerbrunnen in Europa einer breiteren Öffentlichkeit bekannt wurde. Doch erst in den späten 1980er Jahren kamen Zimmerbrunnen wirklich in Mode und traten schon in verschiedenen Materialien und Designs in den Blickpunkt.

## Funktionsweise
Je nach Type und Design kann ein Zimmerbrunnen aus den verschiedenen Bauteilen bestehen. Bestandteile eines Zimmerbrunnens sind aber immer eine Wasserauffangschale, eine Umlaufpumpe und ein Quellkörper. Als Quellkörper können Quellsteine, Quellkugeln, Quellfiguren, Fontänen und beliebig andersförmige Körper verwendet werden.

## Adaptionen
- Der Zimmerspringbrunnen ist ein deutscher Spielfilm nach dem gleichnamigen Roman von Jens Sparschuh. Der Film spielt in Deutschland kurz nach der Wende und behandelt die Herstellung und den Vertrieb dieses Gegenstandes.